# Flood-Gletscher
Der Flood-Gletscher (engl. Flood Glacier, dt. „Flut-Gletscher“) ist ein 26 km langer Talgletscher in den Boundary Ranges in British Columbia (Kanada).

## Geografie
Der im Mittel 1,3 km breite Gletscher befindet sich am Ostrand des Stikine Icecap unweit der Grenze zu Alaska. 90 km nordnordöstlich befindet sich Telegraph Creek, 85 km südsüdwestlich Wrangell. Das Nährgebiet des Gletschers liegt unterhalb der Nordflanke von Kates Needle auf einer Höhe von etwa 1200 m. Der Flood-Gletscher umfließt den Dominion Mountain, anfangs in nördlicher, später in östlicher Richtung. Unterhalb der Gletscherzunge befindet sich auf etwa 80 m Höhe ein Gletscherrandsee, der über den 3 km langen Flood River zum Stikine River entwässert wird. Nach Norden hin wird der Gletscher vom Mount Rufus flankiert. Am südlichen Gletscherrand 2,5 km oberhalb des unteren Gletscherendes befindet sich in einem Seitental der Flood Lake. 

## Gletscherentwicklung
Die Gletscherzunge zieht sich stetig zurück. Entsprechend wächst der Gletscherrandsee. Dessen Länge beträgt mittlerweile knapp 2 km.